# مگا رمپ

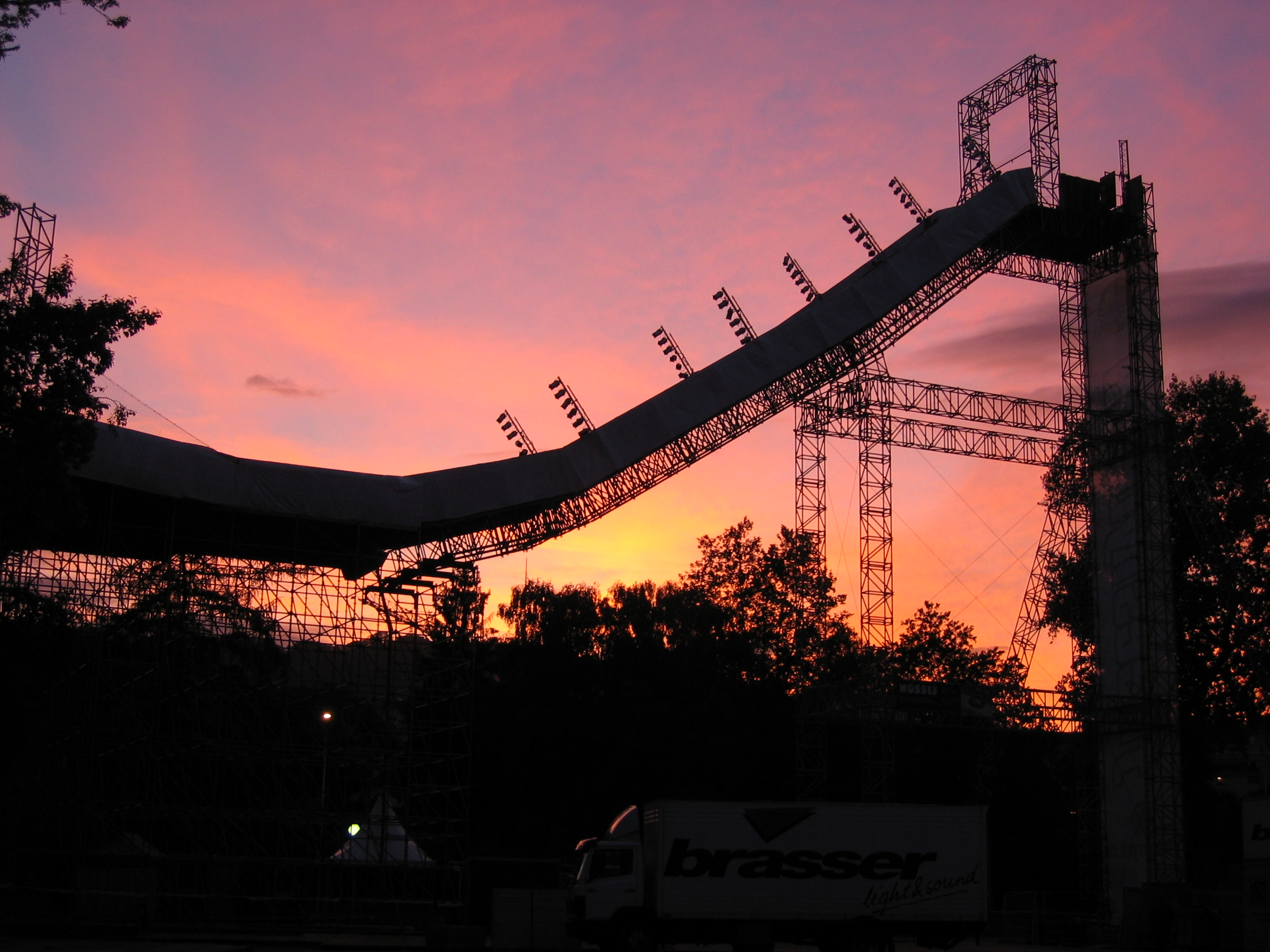
یک مگا رمپ در رویداد بیگ ایر در هنگام غروب در سال ۲۰۰۴

یک میگا رمپ، یا مگا رمپ, سازه‌ای بزرگ از نوع رمپ عمودی است که معمولاً در اسکیت بوردینگ و فری‌استایل بی‌ام‌ایکس استفاده می‌شود. میگا رمپ‌ها در دهه‌های ۱۹۹۰ و ۲۰۰۰ ساخته شدند و اندازه آن‌ها دو برابر یا بیشتر از رمپ‌های عمودی قبلی است.

## ساختار

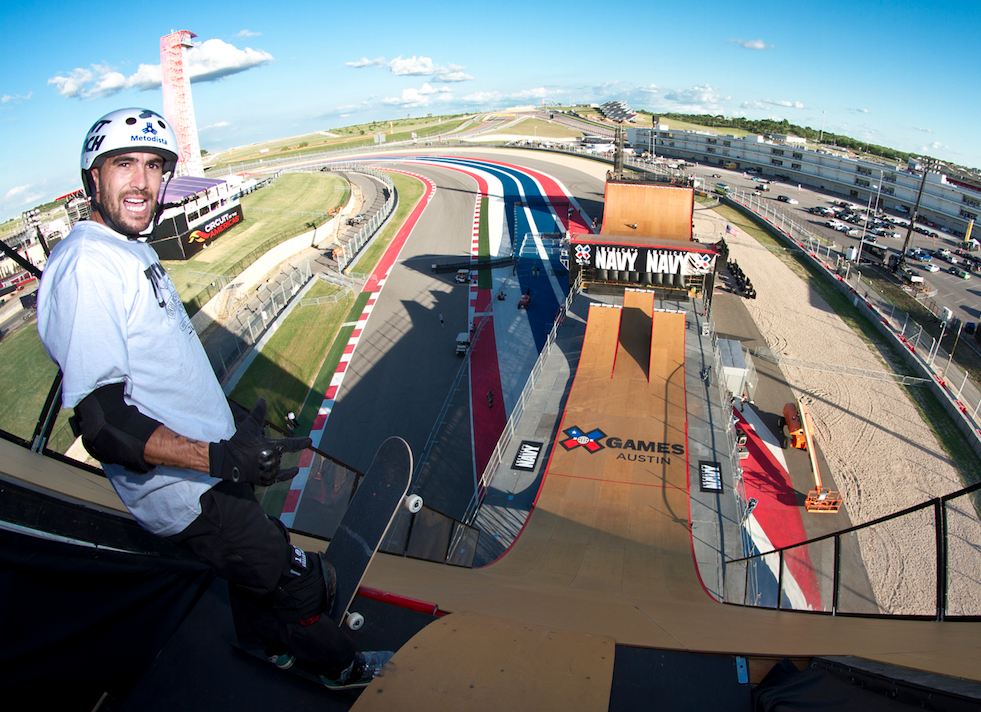
ادگار پریرا در بالای یک میگا رمپ در مسابقات ایکس گیمز

سازه‌های امروزی معمولاً از اسکافولد فلزی با سطح چوبی پوشیده شده با اسکیت لایت ساخته می‌شوند و از دو یا سه بخش تشکیل شده‌اند. رایج‌ترین تنظیمات رمپ، که توسط مگا رمپ نیز استفاده می‌شود، شامل سه بخش میگا رمپ است: یک بخش رول-این، یک بخش پرش شکاف و یک بخس کوارتر پایپ عمودی. تا به حال میگا رمپ‌های نیم‌پایپ عمودی نیز ساخته شده‌اند، اما نسبتاً نادر و کم استفاده هستند.

رول-این
بخش رول-این بخشی است که از ارتفاع ۱۲ متری (۴۰ فوت) یا بیشتر پایین می‌آید. رول-این به ورزشکاران اجازه می‌دهد تا سرعت لازم برای مواجهه با سایر بخش‌های رمپ را به‌دست آورند.

بخش شکاف
بخش دوم می‌تواند یک کوارتر پایپ باشد، اما بیشتر به صورت یک بخش شکاف دار با فاصله ۷٫۵ (۲۵ فوت) تا ۲۱ متر (۷۰ فوت) است. این بخش بین بخش پرتاب و بخش فرود است که به سمت جلو شیب‌دار است تا اثر برخورد را کاهش دهد.

کوارتر پایپ
بخش سوم کوارتر پایپ است. ارتفاع کوارتر پایپ‌ها می‌تواند تا ۵٫۴ متر (۱۸ فوت) یا بیشتر باشد و به عنوان یک ترمز سرعت عمل کند یا به عنوان نقطه پرتاب دیگری عمل کند که ورزشکار از لبه بالای رمپ به صورت عمودی به هوا پرتاب می‌شوند و سپس دوباره بر روی کوارتر پایپ فرود می‌آیند.
تغییرات و افزودنی‌های دیگری نیز بر روی میگا رمپ‌ها امتحان شده است، مانند فلکس باکس بلند با ریل رنگین کمانی که به میگا رمپ مسابقات پوینت ایکس اضافه شده بود.
طول کل این سازه‌ها از حدود ۶۰ متر (۲۰۰ فوت) تا ۱۰۸ متر (۳۶۰ فوت) متغیر است.

## تاریخچه
اولین سازه رمپ بزرگ توسط فری استایلر بی‌ام‌ایکس متیو هافمن در حیاط خانه‌اش در اوکلاهاما بین سال‌های ۱۹۹۱ و ۱۹۹۲ طراحی و ساخته شد. این رمپ تنها یک پایپ عمودی به ارتفاع ۶٫۳ متر (۲۱ فوت) بود. به دلیل عدم وجود رمپ رول-این، هافمن با استفاده از یک موتور سیکلت به سرعت کشیده می‌شد. در سال ۱۹۹۲، هافمن رکورد هوایی فری استایل بی‌ام‌ایکس را با ارتفاع حدود ۷٫۰۵ متر (۲۳٫۵ فوت) ثبت کرد. هافمن بعداً یک نیم‌پایپ عمودی با ابعاد مشابه، از جمله رمپ رول-این به ارتفاع ۱۲ متر، با استفاده از سقف انبارش ساخت.
دنی وی طراحی فعلی مگا رمپ شامل رمپ رول-این، پرش شکاف، و رمپ نهایی پایپ عمودی را پیشنهاد داد. این طراحی برای اولین بار در مسابقات پوینت ایکس در برنامه ویژه OP King Of Skate در سال ۲۰۰۲ به نمایش درآمد. این طراحی برای ویدیوی ۲۰۰۳ «دی‌سی‌شوز» از شرکت دی‌سی‌شوز به نام مگا رمپ ساخته شد. وی دو رکورد جهانی را در یک اجرا ثبت کرد: طولانی‌ترین پرش (۷۵ فوت) و بیشترین ارتفاع (۲۳٫۵ فوت).
در سال ۲۰۰۵، وی از یک میگا رمپ، بزرگ‌ترین سازه رمپ ساخته شده تا آن زمان، برای پرش از دیوار بزرگ چین استفاده کرد و اولین فردی شد که بدون کمک وسیله نقلیه موتوری از دیوار پرش کرد و به‌طور موفقیت‌آمیز فرود آمد. بعد از یک تلاش تمرینی، او پرش خود را چهار بار در برابر تماشاگران چینی و مقامات، همراه با خانواده، دوستان و هزاران نفر از مردم محلی، به پایان رساند.
در سال ۲۰۱۲، تام شار با استفاده از میگا رمپ اولین حرکت ۱۲۶۰ درجه را انجام داد و فرود آمد و رکورد تونی هاوک را که در سال ۱۹۹۹ با حرکت ۹۰۰ ثبت شده بود، شکست.
در اوت ۲۰۱۹، میتی براسکو با استفاده از میگا رمپ بار دیگر حرکت ۱۲۶۰ درجه را انجام داد و رکورد شار را شکست. اسکیت بورد سوار حرفه‌ای باب برنکویست دارای میگا رمپی به ارتفاع ۶۰ فوت است.

## مگا رمپ در ایکس گیمز
مگا رمپ از سال ۲۰۰۴ در رویداد «بیگ ایر» در مسابقات ایکس گیمز برای اسکیت بورد و از سال ۲۰۰۶ برای فری‌استایل بی‌ام‌ایکس استفاده شده است. در سال ۲۰۰۷، جیک براون در مسابقات ایکس گیمز از ارتفاع ۴۵ فوت به پایین رمپ سقوط کرد.